# والتر هيوستن
والتر توماس هيوستن (بالإنجليزية: Walter Thomas Huston)‏، (ولد: 5 أبريل 1883 - توفي: 7 أبريل 1950) كان ممثل ومغني من أصل كندي-أمريكي. فاز بجائزة الأوسكار لأفضل ممثل مساعد عن دوره في فيلم كنز السييرا مادري (1948). كان والد الممثل والمخرج جون هيوستن، وجد بابلو هيوستن، والتر أنتوني هيوستن، أنجيليكا هيوستن، داني هيوستن و أليغرا هيوستن.

## روابط خارجية
- والتر هيوستن على موقع IMDb (الإنجليزية)
- والتر هيوستن على موقع الموسوعة البريطانية (الإنجليزية)
- والتر هيوستن على موقع روتن توميتوز (الإنجليزية)
- والتر هيوستن على موقع ألو سيني (الفرنسية)
- والتر هيوستن على موقع ميوزك برينز (الإنجليزية)
- والتر هيوستن على موقع تيرنر كلاسيك موفيز (الإنجليزية)
- والتر هيوستن على موقع أول موفي (الإنجليزية)
- والتر هيوستن على موقع قاعدة بيانات برودواي على الإنترنت (الإنجليزية)
- والتر هيوستن على موقع قاعدة بيانات الأفلام السويدية (السويدية)
- والتر هيوستن على موقع إن إن دي بي (الإنجليزية)